# Antillattus placidus
Antillattus placidus is een spinnensoort in de taxonomische indeling van de springspinnen (Salticidae).
Het dier behoort tot het geslacht Antillattus. De wetenschappelijke naam van de soort werd voor het eerst geldig gepubliceerd in 1943 door Elizabeth Bangs Bryant.